# Mephisto (autómata)
Mephisto fue un falso autómata que jugaba al ajedrez, similar al Turco y a Ajeeb. Fue creado por Charles Godfrey Gümpel en 1878, luego de que este trabajara durante 7 años en él. Fue presentado por primera vez en su casa de Leicester Square.

## Apariencia
El muñeco de Mephisto tenía el rostro de Mefistófeles, su ropa era de terciopelo rojo, tenía la cabeza afeitada y un sombrero de color rosa con dos plumas. Tenía un pie humano y el otro era una pata con pezuña. Estaba sentado ante un tablero plano. No tenía compartimentos donde pudiese haber un jugador escondido (a diferencia de El Turco). El público era invitado a inspeccionar el aparato antes de cada exhibición, para demostrar que no había nadie en su interior.

## Explicación
Mephisto era manejado por alguien por medio de algún aparato eléctrico. Fue incluso controlado por el jugador Isidor Gunsberg, ganador de varios torneos internacionales y aspirante al título mundial.
Gunsberg operó por primera vez a Mephisto y continuó hasta 1889, cuando la máquina fue trasladada a París. Controlado por Gunsberg, el autómata ganó un torneo organizado por Counties Chess Association en 1878. Gunsberg fue sustituido por Jean Taubenhaus. La última aparición de Mephisto fue en la Exposición Universal de París, tras la que no se tuvo más noticia del autómata.
No está claro cómo era controlado el artefacto. Se supone que era manejado a distancia a través de algún mecanismo eléctrico.

## Partidas destacables
Entre todas las partidas que Mephisto jugó, hubo una contra Mikhail Chigorin, en Londres, 1883:
| 1.e4 e5 2.Cc3 Cc6 3.f4 exf4 4.Cf3 g5 5.h4 g4 6.Cg5 h6 7.Cxf7 Rxf7 8.d4 f3 9.gxf3 Ae7 10.Ac4+ Rg7 11.Ae3 Axh4+ 12.Rd2 d5 13.exd5 Ca5 14.Ad3 Ae7 15.fxg4 Cf6 | 16.Axh6+ Txh6 17.g5 Txh1 18.Dxh1 Dh8 19.gxf6+ Axf6 20.Tg1+ Rf7 21.De4 Dh6+ 22.Rd1 Ad7 23.b4 Te8 24.Dg6+ Dxg6 25.Axg6+ Rf8 26.Axe8 Axe8 27.Tf1 Re7 28.d6+ cxd6 29.Cd5+ Rd8 30.Cxf6 1–0 |

Partida entre Mephisto - Beardswell, Londres 1878:
| 1.e4 e5 2.f4 Ac5 3.Cf3 d6 4.Ac4 Cf6 5.d3 Ag4 6.h3 Axf3 7.Dxf3 0–0 8.Cc3 Cc6 9.f5 h6 10.g4 Cd4 | 11.Dg2 Ch7 12.h4 g5 13.hxg5 Cxg5 14.Txh6 Cdf3+ 15.Rd1 Rg7 16.f6+ Rxh6 17.Dxf3 Dd7 18.Dh3+ Rg6 19.Dh5+ Rxf6 20.Dxg5++ 1–0 |